# Płytka madreporowa

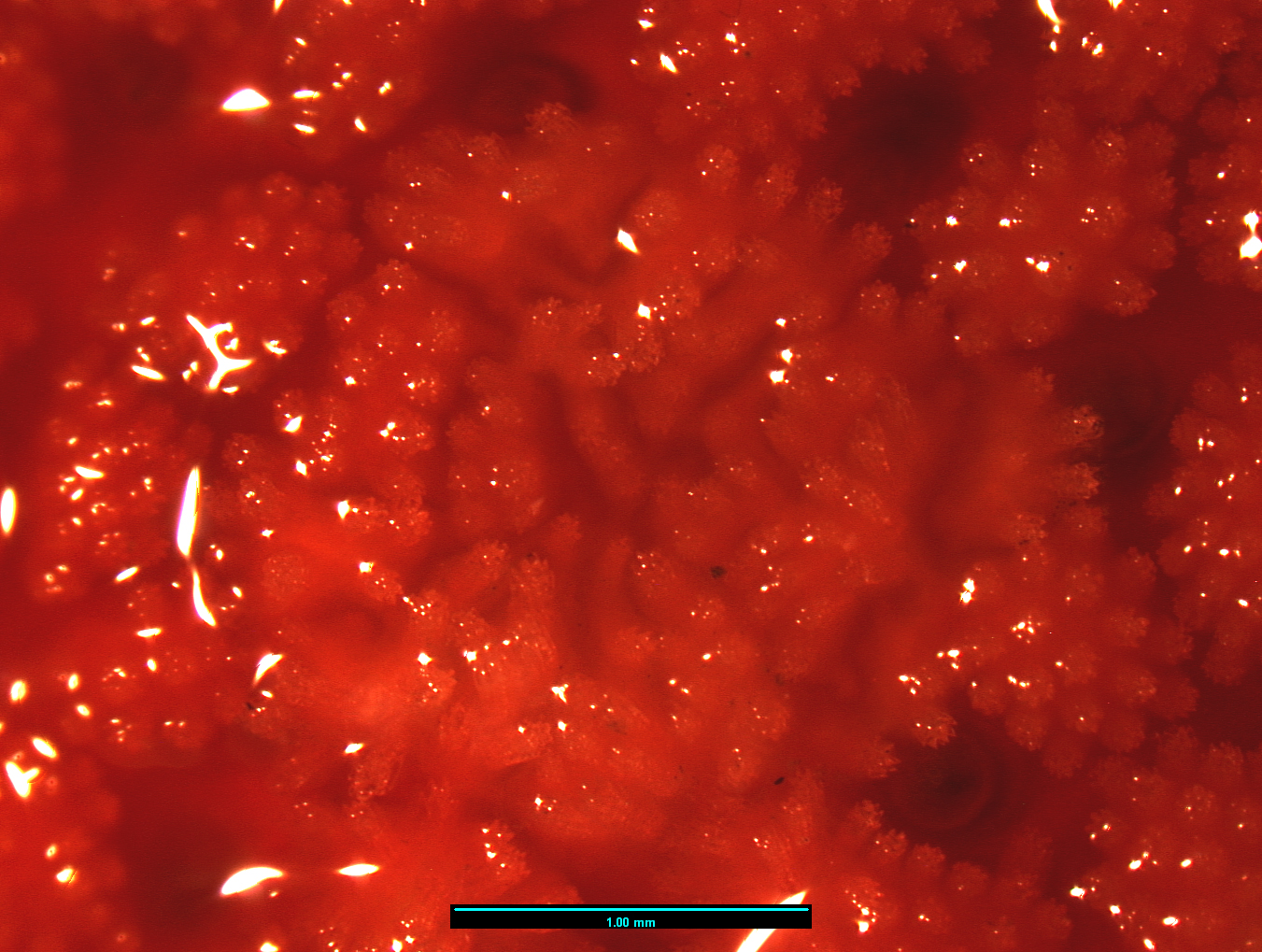
Płytka madreporowa rozgwiazdy Henricia leviuscula

Płytka madreporowa – płytka sitowa z licznymi otworami, element szkieletu większości szkarłupni (Echinodermata). U większości współcześnie żyjących gatunków jest usytuowana na wierzchołku grzbietowej, aboralnej strony ciała, jedynie u wężowideł znajduje się po stronie oralnej. Płytka łączy układ wodny (ambulakralny) ze środowiskiem zewnętrznym. W zbliżeniu przypomina korale madreporowe, stąd jej nazwa.